# Verhoeven Open 2018
Das Verhoeven Open Tournament 2018 war ein Karambolageturnier in der Disziplin Dreiband und fand vom 23. bis 29. Juli in Flushing, einem Ortsteil von New York, USA statt.

## Modus
Das Turnier wurde gewohnheitsgemäß in drei Stufen ausgetragen und ohne Nachstoß gespielt.
1. Qualifikationsrunde: 98 Spieler in 14 Gruppen zu je 7 Spieler, in denen auf 25 Punkte gespielt wurde.
2. Die Halbfinal-Gruppen-Runde: 4 Gruppen 10 Spielern. Spieldistanz: 40 Punkte.
3. Die KO-Runde mit den letzten 8 Spielern, ebenfalls auf eine Partiedistanz von 40 Punkten.

Um Platz 5+6 wurden Platzierungsspiele ausgetragen.

## Preisgeldtabelle und Nationen
Folgende Preisgelder und Ranglistenpunkte (nur USBA-Spieler) wurden vergeben:
| Platz                   | US$  | Platz |      | Platz |     | Platz | US$ |
| ----------------------- | ---- | ----- | ---- | ----- | --- | ----- | --- |
| 01                      | 9000 | 11    | 2500 | 21    | 500 | 31    | 300 |
| 02                      | 7000 | 12    | 2500 | 22    | 500 | 32    | 300 |
| 03                      | 4750 | 13    | 2000 | 23    | 500 | 33    | 200 |
| 04                      | 4750 | 14    | 2000 | 24    | 500 | 34    | 200 |
| 05                      | 4000 | 15    | 2000 | 25    | 400 | 35    | 200 |
| 06                      | 3500 | 16    | 2000 | 26    | 400 | 36    | 200 |
| 07                      | 3000 | 17    | 1500 | 27    | 400 | 37    | 200 |
| 08                      | 3000 | 18    | 1500 | 28    | 400 | 38    | 200 |
| 09                      | 2500 | 19    | 1500 | 29    | 300 | 39    | 200 |
| 10                      | 2500 | 20    | 1500 | 30    | 300 | 40    | 200 |
| High Run                | 300  |       |      |       |     |       |     |
| Best Game (Hauptrunde)  | 300  |       |      |       |     |       |     |
| Gesamtsumme: 70.000 US$ |      |       |      |       |     |       |     |

| Rang    | Punkte |
| ------- | ------ |
| 1.      | 80     |
| 2.      | 60     |
| 3.      | 50     |
| 4.      | 40     |
| 5. & 6. | 30     |
| 7. & 8. | 25     |
| 9.–12.  | 20     |
| 13.–16. | 15     |
| 17.–24  | 10     |
| 25.–32  | 05     |
| ≥ 33    | 03     |

| Ägypten (7)    | Australien (1)          |
| Belgien (5)    | Bulgarien (1)           |
| Kolumbien (7)  | Deutschland (7)         |
| Dänemark (6)   | Ecuador (3)             |
| Frankreich (3) | Griechenland (1)        |
| Israel (1)     | Südkorea (3)            |
| Mexiko (1)     | Niederlande (2)         |
| Österreich (3) | Peru (1)                |
| Spanien (1)    | Schweden (1)            |
| Türkei (4)     | Vereinigte Staaten (43) |
| Vietnam (2)    |                         |

Gesetzte Spieler
- Cho Jae-ho (Titelverteidiger) (nicht angetreten)
- Frédéric Caudron (Weltranglistenerster)
- Eddy Merckx (Weltranglistenzweiter)
- Torbjörn Blomdahl (Weltranglistenzehnter)
- Daniel Sánchez (Weltranglistendreizehnter)
- Semih Saygıner (Weltranglistenfünfzehnter)

## Turnierkommentar
Das Turnier fing erstmals mit einer „Technischen Panne“ an. Das Kozoom-Team, zuständig für die Live-Übertragungen, hatte Schwierigkeiten am Pariser Flughafen Charles-De-Gaulle und kam verspätet in New York an, so dass die Übertragungen erst mit einem Tag Verspätung, am Dienstag, anfangen können.
Der koreanische Titelverteidiger Cho Jae-ho ist nicht angetreten. Die Einigung zwischen der UMB und der KBF kam für Cho zu spät um ein Visum für die USA zu bekommen. Deutschland war mit sieben Spielern vertreten, wovon Martin Horn die größten Chancen auf einen Podestplatz eingeräumt wurden. Erstmals war der deutsche Bundestrainer Wolfgang Zenkner dabei. Österreich war durch drei Spieler vertreten, die Top-Spieler Andreas Efler, Arnim Kahofer und Gerhard Kostistanski waren nicht dabei. Erstmals war mit Ivan Jekov ein australischer Spieler dabei, einem Land, das durch die Briten eher durch Snooker geprägt ist, auch wenn dessen Vorgänger English Billiards dem Spielgedanken des Karambolage näher liegt. Israel war ebenso erstmals dabei und durch Zion Xvi vertreten. Das gleiche gilt für den in den USA lebenden Vass Vassi der für sein Heimatland Bulgarien an den Start ging.
Insgesamt wurden 484 Partien gespielt.

## Vorrunde
Die jeweiligen zwei Gruppenbesten kamen in die Hauptrunde. Zu den 30 Gruppenbesten kommen die zwei besten Gruppendritten, die fünf gesetzten Spieler und über eine Auktion und Lotterie werden drei weitere Spieler ermittelt. Aus diesen 40 Spielern wurden vier Gruppen mit 10 Akteuren gebildet. Auch diese Gruppen werden im Round-Robin System gespielt. Die ersten zwei jeder Gruppe qualifizieren sich für die KO-Runde der letzten 8. Die Platzierung in der Gruppe wurde bei Punktegleichheit nicht durch den GD, sondern durch das Punkteverhältnis ermittelt.
| MP    | Match Punkte (Sieger = 2; Unentschieden = 1; Verlierer = 0) |
| SV    | Satzverhältnis (nur bei Turnieren im Satzsystem)            |
| Pkte. | Erzielte Karambolagen                                       |
| Aufn. | benötigte Aufnahmen                                         |
| GD    | Generaldurchschnitt                                         |
| MGD   | Mannschafts-Generaldurchschnitt                             |
| BED   | Bester Einzeldurchschnitt eines Spielers                    |
| BEMD  | Bester Einzeldurchschnitt einer Mannschaft                  |
| BSD   | Bester Satzdurchschnitt eines Spielers                      |
| HS    | Höchstserie                                                 |
| WRP   | Weltranglistenpunkte                                        |

| Endklassement Gruppe A | Endklassement Gruppe A | Endklassement Gruppe A | Endklassement Gruppe A | Endklassement Gruppe A | Endklassement Gruppe A | Endklassement Gruppe A | Endklassement Gruppe A |
| Platz                  | Name                   | MP                     | Pkt.                   | Aufn.                  | GD                     | BED                    | HS                     |
| ---------------------- | ---------------------- | ---------------------- | ---------------------- | ---------------------- | ---------------------- | ---------------------- | ---------------------- |
| 1                      | Fernando Diaz          | 12                     | 150                    | 130                    | 1,154                  | 1,471                  | 7                      |
| 2                      | Kang Lee               | 8                      | 143                    | 148                    | 0,966                  | 1,389                  | 8                      |
| 3                      | Samir Derradji         | 8                      | 137                    | 171                    | 0,801                  | 0,833                  | 7                      |
| 4                      | Jung Yi-soo            | 8                      | 122                    | 210                    | 0,581                  | 0,781                  | 4                      |
| 5                      | Faith Korkmaz          | 2                      | 113                    | 224                    | 0,504                  | 0,472                  | 6                      |
| 6                      | Ahmed Elmaghrbi        | 2                      | 110                    | 198                    | 0,556                  | 0,781                  | 5                      |
| 7                      | Charles DeLorme        | 2                      | 95                     | 186                    | 0,511                  | 0,595                  | 6                      |

| Endklassement Gruppe B | Endklassement Gruppe B | Endklassement Gruppe B | Endklassement Gruppe B | Endklassement Gruppe B | Endklassement Gruppe B | Endklassement Gruppe B | Endklassement Gruppe B |
| Platz                  | Name                   | MP                     | Pkt.                   | Aufn.                  | GD                     | BED                    | HS                     |
| ---------------------- | ---------------------- | ---------------------- | ---------------------- | ---------------------- | ---------------------- | ---------------------- | ---------------------- |
| 1                      | Eddy Leppens           | 12                     | 150                    | 95                     | 1,579                  | 2,778                  | 9                      |
| 2                      | Sang Jin Lee           | 10                     | 144                    | 157                    | 0,917                  | 1,316                  | 5                      |
| 3                      | Song Lim               | 8                      | 129                    | 171                    | 0,754                  | 1,190                  | 4                      |
| 4                      | Steve Kreditor         | 4                      | 126                    | 187                    | 0,674                  | 0,714                  | 6                      |
| 5                      | Woong Shin             | 4                      | 105                    | 225                    | 0,467                  | 0,694                  | 4                      |
| 6                      | Jim Watson             | 4                      | 103                    | 175                    | 0,589                  | 0,714                  | 6                      |
| 7                      | Gary Eake              | 0                      | 81                     | 198                    | 0,409                  | -                      | 5                      |

| Endklassement Gruppe C | Endklassement Gruppe C | Endklassement Gruppe C | Endklassement Gruppe C | Endklassement Gruppe C | Endklassement Gruppe C | Endklassement Gruppe C | Endklassement Gruppe C |
| Platz                  | Name                   | MP                     | Pkt.                   | Aufn.                  | GD                     | BED                    | HS                     |
| ---------------------- | ---------------------- | ---------------------- | ---------------------- | ---------------------- | ---------------------- | ---------------------- | ---------------------- |
| 1                      | Miguel Torres          | 10                     | 145                    | 148                    | 0,980                  | 1,389                  | 6                      |
| 2                      | Young Gull Lee         | 10                     | 137                    | 175                    | 0,783                  | 1,667                  | 9                      |
| 3                      | Alexander Weiss        | 8                      | 134                    | 177                    | 0,757                  | 1,042                  | 5                      |
| 4                      | John Petersen          | 6                      | 136                    | 230                    | 0,591                  | 0,758                  | 7                      |
| 5                      | Rich Kim               | 4                      | 131                    | 223                    | 0,587                  | 0,625                  | 6                      |
| 6                      | Francisco Loaiza       | 2                      | 109                    | 213                    | 0,512                  | 0,625                  | 6                      |
| 7                      | Marco Atiaga           | 2                      | 92                     | 212                    | 0,434                  | 0,510                  | 6                      |

| Endklassement Gruppe D | Endklassement Gruppe D | Endklassement Gruppe D | Endklassement Gruppe D | Endklassement Gruppe D | Endklassement Gruppe D | Endklassement Gruppe D | Endklassement Gruppe D |
| Platz                  | Name                   | MP                     | Pkt.                   | Aufn.                  | GD                     | BED                    | HS                     |
| ---------------------- | ---------------------- | ---------------------- | ---------------------- | ---------------------- | ---------------------- | ---------------------- | ---------------------- |
| 1                      | Wilco Meusen           | 12                     | 150                    | 186                    | 0,806                  | 0,962                  | 5                      |
| 2                      | Dion Nelin             | 10                     | 146                    | 134                    | 1,090                  | 1,389                  | 9                      |
| 3                      | John Hernan            | 8                      | 139                    | 157                    | 0,885                  | 1,563                  | 7                      |
| 4                      | Vass Vassi             | 4                      | 122                    | 216                    | 0,565                  | 0,658                  | 6                      |
| 5                      | Dieter Steinberger     | 4                      | 121                    | 191                    | 0,634                  | 0,833                  | 5                      |
| 6                      | Daniel Azevedo         | 2                      | 100                    | 181                    | 0,552                  | 0,658                  | 4                      |
| 7                      | Mike Miller            | 2                      | 96                     | 194                    | 0,495                  | 0,714                  | 6                      |

| Endklassement Gruppe E | Endklassement Gruppe E | Endklassement Gruppe E | Endklassement Gruppe E | Endklassement Gruppe E | Endklassement Gruppe E | Endklassement Gruppe E | Endklassement Gruppe E |
| Platz                  | Name                   | MP                     | Pkt.                   | Aufn.                  | GD                     | BED                    | HS                     |
| ---------------------- | ---------------------- | ---------------------- | ---------------------- | ---------------------- | ---------------------- | ---------------------- | ---------------------- |
| 1                      | Martin Horn            | 12                     | 150                    | 70                     | 2,143                  | 4,167                  | 11                     |
| 2                      | Luis Aveiga            | 8                      | 137                    | 129                    | 1,062                  | 1,250                  | 7                      |
| 3                      | Tae Kyu Lee            | 8                      | 126                    | 107                    | 1,178                  | 1,923                  | 11                     |
| 4                      | William Oh             | 8                      | 115                    | 93                     | 1,237                  | 4,167                  | 11                     |
| 5                      | Jeremy Castillo        | 2                      | 95                     | 138                    | 0,688                  | 0,658                  | 5                      |
| 6                      | Erick Valerio          | 2                      | 81                     | 151                    | 0,543                  | 0,581                  | 5                      |
| 7                      | Walid Elkhouly         | 2                      | 75                     | 149                    | 0,503                  | 0,714                  | 4                      |

| Endklassement Gruppe F | Endklassement Gruppe F | Endklassement Gruppe F | Endklassement Gruppe F | Endklassement Gruppe F | Endklassement Gruppe F | Endklassement Gruppe F | Endklassement Gruppe F |
| Platz                  | Name                   | MP                     | Pkt.                   | Aufn.                  | GD                     | BED                    | HS                     |
| ---------------------- | ---------------------- | ---------------------- | ---------------------- | ---------------------- | ---------------------- | ---------------------- | ---------------------- |
| 1                      | Hugo Patino            | 12                     | 150                    | 119                    | 1,261                  | 2,083                  | 11                     |
| 2                      | Young Ha Choi          | 10                     | 148                    | 182                    | 0,813                  | 1,000                  | 6                      |
| 3                      | George Karam           | 6                      | 136                    | 186                    | 0,731                  | 1,250                  | 7                      |
| 4                      | Nayiv Ramirez          | 6                      | 127                    | 183                    | 0,694                  | 0,926                  | 6                      |
| 5                      | Ester Park             | 4                      | 109                    | 209                    | 0,522                  | 0,676                  | 6                      |
| 6                      | Vu Nguyen              | 2                      | 97                     | 178                    | 0,545                  | 0,556                  | 5                      |
| 7                      | Alejandro Sanchez      | 2                      | 97                     | 201                    | 0,483                  | 0,641                  | 5                      |

| Endklassement Gruppe G | Endklassement Gruppe G | Endklassement Gruppe G | Endklassement Gruppe G | Endklassement Gruppe G | Endklassement Gruppe G | Endklassement Gruppe G | Endklassement Gruppe G |
| Platz                  | Name                   | MP                     | Pkt.                   | Aufn.                  | GD                     | BED                    | HS                     |
| ---------------------- | ---------------------- | ---------------------- | ---------------------- | ---------------------- | ---------------------- | ---------------------- | ---------------------- |
| 1                      | Nguyễn Quốc Nguyện     | 12                     | 150                    | 83                     | 1,807                  | 2,500                  | 8                      |
| 2                      | Allan Lys Jensen       | 10                     | 134                    | 141                    | 0,950                  | 1,190                  | 8                      |
| 3                      | George Harry Pena      | 8                      | 121                    | 135                    | 0,896                  | 1,389                  | 7                      |
| 4                      | Frank Sudar            | 6                      | 133                    | 154                    | 0,864                  | 1,667                  | 6                      |
| 5                      | Demetrios Tilaverides  | 4                      | 92                     | 189                    | 0,487                  | 0,581                  | 4                      |
| 6                      | Rogelio Arezo          | 2                      | 81                     | 177                    | 0,458                  | 0,490                  | 4                      |
| 7                      | Rob Hovick             | 0                      | 60                     | 182                    | 0,330                  | -                      | 3                      |

| Endklassement Gruppe H | Endklassement Gruppe H | Endklassement Gruppe H | Endklassement Gruppe H | Endklassement Gruppe H | Endklassement Gruppe H | Endklassement Gruppe H | Endklassement Gruppe H |
| Platz                  | Name                   | MP                     | Pkt.                   | Aufn.                  | GD                     | BED                    | HS                     |
| ---------------------- | ---------------------- | ---------------------- | ---------------------- | ---------------------- | ---------------------- | ---------------------- | ---------------------- |
| 1                      | Dan Johansen           | 10                     | 142                    | 126                    | 1,127                  | 1,389                  | 9                      |
| 2                      | Herbert Szivacz        | 10                     | 136                    | 125                    | 1,088                  | 2,778                  | 7                      |
| 3                      | Trần Quyết Chiến       | 10                     | 136                    | 86                     | 1,581                  | 2,273                  | 7                      |
| 4                      | Khali Diab             | 6                      | 113                    | 161                    | 0,702                  | 0,833                  | 5                      |
| 5                      | Dietmar Skupin         | 4                      | 97                     | 184                    | 0,527                  | 0,543                  | 7                      |
| 6                      | Ivan Jekow             | 2                      | 99                     | 187                    | 0,529                  | 0,610                  | 4                      |
| 7                      | Zion Zvi               | 0                      | 90                     | 185                    | 0,486                  | -                      | 3                      |

| Endklassement Gruppe I | Endklassement Gruppe I | Endklassement Gruppe I | Endklassement Gruppe I | Endklassement Gruppe I | Endklassement Gruppe I | Endklassement Gruppe I | Endklassement Gruppe I |
| Platz                  | Name                   | MP                     | Pkt.                   | Aufn.                  | GD                     | BED                    | HS                     |
| ---------------------- | ---------------------- | ---------------------- | ---------------------- | ---------------------- | ---------------------- | ---------------------- | ---------------------- |
| 1                      | Roland Forthomme       | 12                     | 150                    | 100                    | 1,500                  | 2,778                  | 11                     |
| 2                      | Meerten Dalinga        | 10                     | 138                    | 196                    | 0,704                  | 0,862                  | 6                      |
| 3                      | Thai Loc               | 8                      | 120                    | 229                    | 0,524                  | 0,694                  | 8                      |
| 4                      | Raye Raskin            | 6                      | 123                    | 212                    | 0,580                  | 1,000                  | 5                      |
| 5                      | Joel Switatla          | 4                      | 116                    | 174                    | 0,663                  | 1,136                  | 5                      |
| 6                      | Jorge Mora             | 2                      | 99                     | 238                    | 0,416                  | 0,342                  | 6                      |
| 7                      | Frank Giordano         | 0                      | 66                     | 211                    | 0,313                  | -                      | 3                      |

| Endklassement Gruppe J | Endklassement Gruppe J | Endklassement Gruppe J | Endklassement Gruppe J | Endklassement Gruppe J | Endklassement Gruppe J | Endklassement Gruppe J | Endklassement Gruppe J |
| Platz                  | Name                   | MP                     | Pkt.                   | Aufn.                  | GD                     | BED                    | HS                     |
| ---------------------- | ---------------------- | ---------------------- | ---------------------- | ---------------------- | ---------------------- | ---------------------- | ---------------------- |
| 1                      | Sameh Sidhom           | 12                     | 150                    | 112                    | 1,339                  | 1,923                  | 11                     |
| 2                      | Nikolaus Kogelbauer    | 8                      | 124                    | 163                    | 0,761                  | 0,962                  | 5                      |
| 3                      | Tim Gorrebeek          | 6                      | 119                    | 231                    | 0,515                  | 0,758                  | 5                      |
| 4                      | Hyuk Yoon              | 6                      | 116                    | 191                    | 0,607                  | 0,806                  | 4                      |
| 5                      | Luis Carrasco          | 6                      | 111                    | 216                    | 0,514                  | 0,758                  | 4                      |
| 6                      | Kim Bengtsson          | 2                      | 116                    | 198                    | 0,586                  | 0,463                  | 5                      |
| 7                      | Christian Portilla     | 2                      | 100                    | 197                    | 0,508                  | 1,042                  | 6                      |

| Endklassement Gruppe K | Endklassement Gruppe K | Endklassement Gruppe K | Endklassement Gruppe K | Endklassement Gruppe K | Endklassement Gruppe K | Endklassement Gruppe K | Endklassement Gruppe K |
| Platz                  | Name                   | MP                     | Pkt.                   | Aufn.                  | GD                     | BED                    | HS                     |
| ---------------------- | ---------------------- | ---------------------- | ---------------------- | ---------------------- | ---------------------- | ---------------------- | ---------------------- |
| 1                      | Huberney Cataño        | 12                     | 150                    | 120                    | 1,250                  | 1,923                  | 8                      |
| 2                      | Vandenver Reina        | 8                      | 139                    | 185                    | 0,751                  | 1,000                  | 5                      |
| 3                      | Brian Haff             | 6                      | 128                    | 205                    | 0,624                  | 0,806                  | 6                      |
| 4                      | Pablo Flores           | 6                      | 109                    | 210                    | 0,519                  | 0,641                  | 5                      |
| 5                      | Michel Dauphin         | 6                      | 109                    | 196                    | 0,556                  | 0,862                  | 6                      |
| 6                      | Jerry Geist            | 2                      | 107                    | 207                    | 0,517                  | 0,658                  | 5                      |
| 7                      | Jimmy Ruan             | 2                      | 102                    | 205                    | 0,498                  | 0,556                  | 5                      |

| Endklassement Gruppe L | Endklassement Gruppe L | Endklassement Gruppe L | Endklassement Gruppe L | Endklassement Gruppe L | Endklassement Gruppe L | Endklassement Gruppe L | Endklassement Gruppe L |
| Platz                  | Name                   | MP                     | Pkt.                   | Aufn.                  | GD                     | BED                    | HS                     |
| ---------------------- | ---------------------- | ---------------------- | ---------------------- | ---------------------- | ---------------------- | ---------------------- | ---------------------- |
| 1                      | Can Çapak              | 10                     | 148                    | 88                     | 1,682                  | 2,083                  | 13                     |
| 2                      | John Park              | 8                      | 143                    | 140                    | 1,021                  | 1,471                  | 8                      |
| 3                      | Fred Lamers            | 8                      | 131                    | 139                    | 0,942                  | 1,087                  | 11                     |
| 4                      | Mustafa Emek           | 6                      | 134                    | 136                    | 0,985                  | 1,923                  | 10                     |
| 5                      | Wolfgang Zenkner       | 4                      | 118                    | 134                    | 0,881                  | 1,786                  | 9                      |
| 6                      | Roger Schaewe          | 4                      | 106                    | 164                    | 0,646                  | 0,714                  | 7                      |
| 7                      | Julian Molina          | 2                      | 111                    | 163                    | 0,681                  | 1,136                  | 7                      |

| Endklassement Gruppe M | Endklassement Gruppe M | Endklassement Gruppe M | Endklassement Gruppe M | Endklassement Gruppe M | Endklassement Gruppe M | Endklassement Gruppe M | Endklassement Gruppe M |
| Platz                  | Name                   | MP                     | Pkt.                   | Aufn.                  | GD                     | BED                    | HS                     |
| ---------------------- | ---------------------- | ---------------------- | ---------------------- | ---------------------- | ---------------------- | ---------------------- | ---------------------- |
| 1                      | Javier Teran           | 12                     | 150                    | 139                    | 1,079                  | 2,778                  | 12                     |
| 2                      | Bassem Salem           | 8                      | 135                    | 256                    | 0,527                  | 0,581                  | 6                      |
| 3                      | Eunko Cho              | 8                      | 125                    | 247                    | 0,506                  | 0,781                  | 5                      |
| 4                      | Luis Castillo          | 6                      | 129                    | 256                    | 0,504                  | 0,806                  | 5                      |
| 5                      | Henrik Jeppsson        | 4                      | 104                    | 264                    | 0,394                  | 0,500                  | 3                      |
| 6                      | Russ Rosenberger       | 4                      | 92                     | 321                    | 0,287                  | 0,338                  | 5                      |
| 7                      | Dieter Ernst           | 0                      | 104                    | 303                    | 0,343                  | -                      | 7                      |

| Endklassement Gruppe N | Endklassement Gruppe N | Endklassement Gruppe N | Endklassement Gruppe N | Endklassement Gruppe N | Endklassement Gruppe N | Endklassement Gruppe N | Endklassement Gruppe N |
| Platz                  | Name                   | MP                     | Pkt.                   | Aufn.                  | GD                     | BED                    | HS                     |
| ---------------------- | ---------------------- | ---------------------- | ---------------------- | ---------------------- | ---------------------- | ---------------------- | ---------------------- |
| 1                      | Carlos Mario Villegas  | 12                     | 150                    | 108                    | 1,389                  | 2,273                  | 7                      |
| 2                      | Jung Seung-Il          | 10                     | 139                    | 105                    | 1,324                  | 1,923                  | 8                      |
| 3                      | Michael Kang           | 8                      | 136                    | 131                    | 1,038                  | 1,316                  | 6                      |
| 4                      | Carlos Campino         | 6                      | 121                    | 104                    | 1,163                  | 1,786                  | 11                     |
| 5                      | Sang Kyun Yim          | 4                      | 84                     | 157                    | 0,535                  | 0,714                  | 4                      |
| 6                      | Manuel Bello           | 2                      | 90                     | 179                    | 0,503                  | 0,446                  | 4                      |
| 7                      | Ahmad Helwe            | 0                      | 61                     | 203                    | 0,300                  | -                      | 3                      |

## Hauptrunde
Gespielt wird auf 40 Punkte ohne Nachstoß.
| Endklassement Gruppe A | Endklassement Gruppe A | Endklassement Gruppe A | Endklassement Gruppe A | Endklassement Gruppe A | Endklassement Gruppe A | Endklassement Gruppe A | Endklassement Gruppe A |
| Platz                  | Name                   | MP                     | Pkt.                   | Aufn.                  | GD                     | BED                    | HS                     |
| ---------------------- | ---------------------- | ---------------------- | ---------------------- | ---------------------- | ---------------------- | ---------------------- | ---------------------- |
| 1                      | Eddy Leppens           | 16                     | 346                    | 210                    | 1,648                  | 3,333                  | 10                     |
| 2                      | Frédéric Caudron       | 14                     | 351                    | 203                    | 1,729                  | 2,222                  | 10                     |
| 3                      | Trần Quyết Chiến       | 14                     | 314                    | 213                    | 1,474                  | 2,500                  | 10                     |
| 4                      | Can Çapak              | 12                     | 311                    | 254                    | 1,224                  | 2,500                  | 15                     |
| 5                      | Javier Teran           | 8                      | 296                    | 242                    | 1,223                  | 2,500                  | 11                     |
| 6                      | Herbert Szivacz        | 8                      | 289                    | 250                    | 1,156                  | 1,905                  | 13                     |
| 7                      | Carlos Campiño         | 8                      | 319                    | 309                    | 1,032                  | 2,105                  | 11                     |
| 8                      | Young Gul Lee          | 8                      | 317                    | 365                    | 0,868                  | 1,111                  | 7                      |
| 9                      | Nikolaus Kogelbauer    | 2                      | 227                    | 269                    | 0,844                  | 0,833                  | 7                      |
| 10                     | Wilco Meusen           | 0                      | 235                    | 313                    | 0,751                  | –                      | 6                      |

| Endklassement Gruppe B | Endklassement Gruppe B | Endklassement Gruppe B | Endklassement Gruppe B | Endklassement Gruppe B | Endklassement Gruppe B | Endklassement Gruppe B | Endklassement Gruppe B |
| Platz                  | Name                   | MP                     | Pkt.                   | Aufn.                  | GD                     | BED                    | HS                     |
| ---------------------- | ---------------------- | ---------------------- | ---------------------- | ---------------------- | ---------------------- | ---------------------- | ---------------------- |
| 1                      | Roland Forthomme       | 16                     | 340                    | 187                    | 1,818                  | 2,667                  | 9                      |
| 2                      | Eddy Merckx            | 14                     | 337                    | 199                    | 1,693                  | 2,667                  | 16                     |
| 3                      | Sameh Sidhom           | 14                     | 354                    | 216                    | 1,639                  | 2,500                  | 11                     |
| 4                      | Hugo Patino            | 14                     | 331                    | 251                    | 1,319                  | 1,905                  | 14                     |
| 5                      | Jung Seoung-il         | 10                     | 321                    | 266                    | 1,207                  | 1,667                  | 12                     |
| 6                      | Miguel Torres          | 8                      | 289                    | 212                    | 1,363                  | 2,105                  | 13                     |
| 7                      | Allan Lys Jensen       | 6                      | 228                    | 239                    | 0,954                  | 1,290                  | 9                      |
| 8                      | Bassem Salem           | 4                      | 175                    | 290                    | 0,603                  | 0,769                  | 8                      |
| 9                      | John Hernan            | 2                      | 238                    | 287                    | 0,829                  | 0,870                  | 8                      |
| 10                     | John Petersen          | 2                      | 176                    | 338                    | 0,521                  | 0,625                  | 10                     |

| Endklassement Gruppe C | Endklassement Gruppe C | Endklassement Gruppe C | Endklassement Gruppe C | Endklassement Gruppe C | Endklassement Gruppe C | Endklassement Gruppe C | Endklassement Gruppe C |
| Platz                  | Name                   | MP                     | Pkt.                   | Aufn.                  | GD                     | BED                    | HS                     |
| ---------------------- | ---------------------- | ---------------------- | ---------------------- | ---------------------- | ---------------------- | ---------------------- | ---------------------- |
| 1                      | Martin Horn            | 16                     | 357                    | 203                    | 1,759                  | 3,077                  | 12                     |
| 2                      | Nguyễn Quốc Nguyện     | 16                     | 352                    | 217                    | 1,622                  | 2,353                  | 18                     |
| 3                      | Torbjörn Blomdahl      | 12                     | 330                    | 210                    | 1,571                  | 2,857                  | 14                     |
| 4                      | Luis Aveiga            | 12                     | 326                    | 285                    | 1,144                  | 1,600                  | 12                     |
| 5                      | Fernando Diaz          | 10                     | 290                    | 238                    | 1,218                  | 1,818                  | 9                      |
| 6                      | William Oh             | 10                     | 302                    | 254                    | 1,189                  | 1,379                  | 10                     |
| 7                      | Sang Jin Lee           | 6                      | 279                    | 331                    | 0,843                  | 1,212                  | 7                      |
| 8                      | Samir Derradji         | 4                      | 215                    | 278                    | 0,773                  | 0,952                  | 7                      |
| 9                      | Dan Johansen           | 2                      | 248                    | 272                    | 0,912                  | 1,143                  | 7                      |
| 10                     | Lee Kang               | 2                      | 245                    | 278                    | 0,881                  | 1,053                  | 6                      |

| Endklassement Gruppe D | Endklassement Gruppe D | Endklassement Gruppe D | Endklassement Gruppe D | Endklassement Gruppe D | Endklassement Gruppe D | Endklassement Gruppe D | Endklassement Gruppe D |
| Platz                  | Name                   | MP                     | Pkt.                   | Aufn.                  | GD                     | BED                    | HS                     |
| ---------------------- | ---------------------- | ---------------------- | ---------------------- | ---------------------- | ---------------------- | ---------------------- | ---------------------- |
| 1                      | Daniel Sánchez         | 18                     | 360                    | 194                    | 1,856                  | 3,636                  | 16                     |
| 2                      | Semih Saygıner         | 14                     | 354                    | 221                    | 1,602                  | 3,636                  | 14                     |
| 3                      | Dion Nelin             | 14                     | 331                    | 222                    | 1,491                  | 2,105                  | 13                     |
| 4                      | Huberney Cataño        | 12                     | 325                    | 249                    | 1,305                  | 1,538                  | 10                     |
| 5                      | Carlos Maria Villegas  | 10                     | 298                    | 267                    | 1,116                  | 1,538                  | 9                      |
| 6                      | John Park              | 10                     | 282                    | 331                    | 0,852                  | 0,952                  | 8                      |
| 7                      | Vandenver Reina        | 6                      | 255                    | 336                    | 0,759                  | 0,930                  | 7                      |
| 8                      | Young Ha Choi          | 4                      | 241                    | 301                    | 0,801                  | 1,053                  | 7                      |
| 9                      | Michael Kang           | 2                      | 272                    | 287                    | 0,948                  | 0,952                  | 6                      |
| 10                     | Alexander Weiss        | 0                      | 192                    | 302                    | 0,636                  | –                      | 5                      |

## Finalrunde
Die Zeitangaben beziehen sich auf New Yorker Ortszeit (MESZ −6).
|  | Viertelfinale Spiel auf 40 Punkte | Viertelfinale Spiel auf 40 Punkte | Viertelfinale Spiel auf 40 Punkte | Viertelfinale Spiel auf 40 Punkte | Viertelfinale Spiel auf 40 Punkte | Viertelfinale Spiel auf 40 Punkte |                   |    | Halbfinale Spiel auf 40 Punkte | Halbfinale Spiel auf 40 Punkte | Halbfinale Spiel auf 40 Punkte | Halbfinale Spiel auf 40 Punkte | Halbfinale Spiel auf 40 Punkte | Halbfinale Spiel auf 40 Punkte |      |       | Finale Spiel auf 40 Punkte | Finale Spiel auf 40 Punkte | Finale Spiel auf 40 Punkte | Finale Spiel auf 40 Punkte | Finale Spiel auf 40 Punkte | Finale Spiel auf 40 Punkte |
|  |                                   |                                   |                                   |                                   |                                   |                                   |                   |    |                                |                                |                                |                                |                                |                                |      |       |                            |                            |                            |                            |                            |                            |
|  | 29.07.2018 10.00h                 | MP                                | Pkt.                              | Aufn.                             | ED                                | HS                                |                   |    |                                |                                |                                |                                |                                |                                |      |       |                            |                            |                            |                            |                            |                            |
|  | 29.07.2018 10.00h                 | MP                                | Pkt.                              | Aufn.                             | ED                                | HS                                |                   |    |                                |                                |                                |                                |                                |                                |      |       |                            |                            |                            |                            |                            |                            |
|  | Daniel Sánchez                    | 2                                 | 40                                | 16                                | 2,500                             | 7                                 |                   |    |                                |                                |                                |                                |                                |                                |      |       |                            |                            |                            |                            |                            |                            |
|  | Daniel Sánchez                    | 2                                 | 40                                | 16                                | 2,500                             | 7                                 | 29.07.2018 12.00h | MP | Pkt.                           | Aufn.                          | ED                             | HS                             |                                |                                |      |       |                            |                            |                            |                            |                            |                            |
|  | Semih Saygıner                    | 0                                 | 23                                | 16                                | 1,438                             | 12                                | 29.07.2018 12.00h | MP | Pkt.                           | Aufn.                          | ED                             | HS                             |                                |                                |      |       |                            |                            |                            |                            |                            |                            |
|  | Semih Saygıner                    | 0                                 | 23                                | 16                                | 1,438                             | 12                                | Daniel Sánchez    | 2  | 40                             | 19                             | 2,105                          | 10                             |                                |                                |      |       |                            |                            |                            |                            |                            |                            |
|  | 29.07.2018 10.00h                 | MP                                | Pkt.                              | Aufn.                             | ED                                | HS                                | Daniel Sánchez    | 2  | 40                             | 19                             | 2,105                          | 10                             |                                |                                |      |       |                            |                            |                            |                            |                            |                            |
|  | 29.07.2018 10.00h                 | MP                                | Pkt.                              | Aufn.                             | ED                                | HS                                |                   |    | Eddy Leppens                   | 0                              | 23                             | 18                             | 1,278                          | 4                              |      |       |                            |                            |                            |                            |                            |                            |
|  | Nguyễn Quốc Nguyện                | 0                                 | 33                                | 27                                | 1,222                             | 5                                 |                   |    | Eddy Leppens                   | 0                              | 23                             | 18                             | 1,278                          | 4                              |      |       |                            |                            |                            |                            |                            |                            |
|  | Nguyễn Quốc Nguyện                | 0                                 | 33                                | 27                                | 1,222                             | 5                                 |                   |    |                                |                                |                                |                                | 29.07.2018 17.00h              | MP                             | Pkt. | Aufn. | ED                         | HS                         |                            |                            |                            |                            |
|  | Eddy Leppens                      | 2                                 | 40                                | 27                                | 1,481                             | 4                                 |                   |    |                                |                                |                                |                                | 29.07.2018 17.00h              | MP                             | Pkt. | Aufn. | ED                         | HS                         |                            |                            |                            |                            |
|  | Eddy Leppens                      | 2                                 | 40                                | 27                                | 1,481                             | 4                                 | Daniel Sánchez    | 0  | 27                             | 12                             | 2,250                          | 12                             |                                |                                |      |       |                            |                            |                            |                            |                            |                            |
|  | 29.07.2018 10.00h                 | MP                                | Pkt.                              | Aufn.                             | ED                                | HS                                | Daniel Sánchez    | 0  | 27                             | 12                             | 2,250                          | 12                             |                                |                                |      |       |                            |                            |                            |                            |                            |                            |
|  | 29.07.2018 10.00h                 | MP                                | Pkt.                              | Aufn.                             | ED                                | HS                                |                   |    | Eddy Merckx                    | 2                              | 40                             | 13                             | 3,077                          | 9                              |      |       |                            |                            |                            |                            |                            |                            |
|  | Martin Horn                       | 2                                 | 40                                | 17                                | 2,353                             | 8                                 |                   |    | Eddy Merckx                    | 2                              | 40                             | 13                             | 3,077                          | 9                              |      |       |                            |                            |                            |                            |                            |                            |
|  | Martin Horn                       | 2                                 | 40                                | 17                                | 2,353                             | 8                                 | 29.07.2018 14.00h | MP | Pkt.                           | Aufn.                          | ED                             | HS                             |                                |                                |      |       |                            |                            |                            |                            |                            |                            |
|  | Frédéric Caudron                  | 0                                 | 29                                | 17                                | 1,706                             | 9                                 | 29.07.2018 14.00h | MP | Pkt.                           | Aufn.                          | ED                             | HS                             |                                |                                |      |       |                            |                            |                            |                            |                            |                            |
|  | Frédéric Caudron                  | 0                                 | 29                                | 17                                | 1,706                             | 9                                 | Martin Horn       | 0  | 35                             | 15                             | 2,333                          | 10                             |                                |                                |      |       |                            |                            |                            |                            |                            |                            |
|  | 29.07.2018 10.00h                 | MP                                | Pkt.                              | Aufn.                             | ED                                | HS                                | Martin Horn       | 0  | 35                             | 15                             | 2,333                          | 10                             |                                |                                |      |       |                            |                            |                            |                            |                            |                            |
|  | 29.07.2018 10.00h                 | MP                                | Pkt.                              | Aufn.                             | ED                                | HS                                |                   |    | Eddy Merckx                    | 2                              | 40                             | 16                             | 2,500                          | 15                             |      |       |                            |                            |                            |                            |                            |                            |
|  | Eddy Merckx                       | 2                                 | 40                                | 16                                | 2,500                             | 12                                |                   |    | Eddy Merckx                    | 2                              | 40                             | 16                             | 2,500                          | 15                             |      |       |                            |                            |                            |                            |                            |                            |
|  | Eddy Merckx                       | 2                                 | 40                                | 16                                | 2,500                             | 12                                |                   |    |                                |                                |                                |                                |                                |                                |      |       |                            |                            |                            |                            |                            |                            |
|  | Roland Forthomme                  | 0                                 | 37                                | 16                                | 2,313                             | 5                                 |                   |    |                                |                                |                                |                                |                                |                                |      |       |                            |                            |                            |                            |                            |                            |
|  | Roland Forthomme                  | 0                                 | 37                                | 16                                | 2,313                             | 5                                 |                   |    |                                |                                |                                |                                |                                |                                |      |       |                            |                            |                            |                            |                            |                            |

### Play-offs

#### Plätze 5–8
| Spiel | Spieler 1        | Erg.  | Spieler 2          |
| ----- | ---------------- | ----- | ------------------ |
| 1     | Semih Saygıner   | 40:37 | Nguyễn Quốc Nguyện |
| 2     | Frédéric Caudron | 38:40 | Roland Forthomme   |

| \| \| Spiel um Platz 5 \| \| \| \| \| \| \| \| \| \| \| \| \| \| \| \| Semih Saygıner \| 40 \| \| \| \| Roland Forthomme \| 39 \| |                  |                  |    |
| | Spiel um Platz 5 |                  |    |
| |                  |                  |    |
| |                  |                  |    |
| |                  | Semih Saygıner   | 40 |
| |                  | Roland Forthomme | 39 |

## Abschlusstabelle
| Endklassement   | Endklassement | Endklassement      | Endklassement | Endklassement | Endklassement | Endklassement | Endklassement | Endklassement |
| Phase           | Platz         | Name               | Spiele        | Pkt.          | Aufn.         | GD            | BED           | HS            |
| --------------- | ------------- | ------------------ | ------------- | ------------- | ------------- | ------------- | ------------- | ------------- |
| Finale          | 1             | Eddy Merckx        | 12            | 457           | 244           | 1,872         | 2,667         | 16            |
| Finale          | 2             | Daniel Sánchez     | 12            | 467           | 241           | 1,937         | 3,636         | 16            |
| Halb- finale    | 3             | Martin Horn        | 17            | 582           | 305           | 1,908         | 4,167         | 12            |
| Halb- finale    | 3             | Eddy Leppens       | 17            | 559           | 350           | 1,597         | 3,333         | 10            |
| Viertel- finale | 5             | Semih Saygıner     | 12            | 457           | 291           | 1,570         | 3,636         | 14            |
| Viertel- finale | 6             | Roland Forthomme   | 18            | 606           | 347           | 1,746         | 2,778         | 11            |
| Viertel- finale | 7             | Frédéric Caudron   | 11            | 418           | 241           | 1,734         | 2,222         | 10            |
| Viertel- finale | 8             | Nguyễn Quốc Nguyện | 17            | 572           | 357           | 1,602         | 2,500         | 18            |
| Haupt- runde    | 9             | Sameh Sidhom       | 15            | 504           | 328           | 1,536         | 2,500         | 11            |
| Haupt- runde    | 10            | Dion Nelin         | 15            | 477           | 356           | 1,339         | 2,105         | 13            |
| Haupt- runde    | 11            | Trần Quyết Chiến   | 15            | 450           | 299           | 1,505         | 2,500         | 10            |
| Haupt- runde    | 12            | Torbjörn Blomdahl  | 9             | 330           | 210           | 1,571         | 2,857         | 14            |
| Haupt- runde    | 13            | Hugo Patino        | 15            | 481           | 370           | 1,300         | 2,083         | 14            |
| Haupt- runde    | 14            | Can Çapak          | 15            | 459           | 342           | 1,342         | 2,500         | 15            |
| Haupt- runde    | 15            | Huberney Cataño    | 15            | 475           | 369           | 1,287         | 1,923         | 10            |
| Haupt- runde    | 16            | Luis Aveiga        | 15            | 463           | 414           | 1,118         | 1,600         | 12            |